# David Young (rugby)
Pour l’article homonyme, voir David Young.
Pas d'image ? Cliquez ici

a Compétitions nationales et continentales officielles uniquement.

b Matchs officiels uniquement.
David Young, dit Dai Young, né le 26 juillet 1967 à Aberdare (pays de Galles), est un joueur de rugby à XV et de rugby à XIII, qui a joué avec l'équipe du pays de Galles de 1987 à 2001, évoluant au poste de pilier. Il a joué avec les Lions britanniques et a été douze fois capitaine de l'équipe du pays de Galles.
Il est l'actuel directeur du rugby des Cardiff Blues.

## Biographie
David Young joue en club avec le Swansea RFC de 1985 à 1988 puis le Cardiff RFC de 1988 à 2003. Il connaît également sept sélections avec les Barbarians de 1987 à 2001 marquant quatre points. Il dispute son premier test match le 8 juin 1987 contre l'équipe d'Angleterre, et son dernier test match contre l'équipe d'Argentine le 10 novembre 2001. Young participe aux coupes du monde 1987 (2 matchs, dont la demi-finale perdue contre les All-Blacks) et 1999 (4 matchs). Il dispute également trois test matchs avec les Lions britanniques en 1989 contre l'Australie.
Après sa retraite il devient entraîneur en chef des Cardiff Blues en 2003, il mène la province galloise à la victoire du Challenge européen en 2010 grâce à une victoire face au RC Toulon au Stade Vélodrome de Marseille. Il reste avec cette équipe jusqu'en 2011 lorsqu'il rejoint les London Wasps pour y devenir directeur du rugby. Il reste à la tête de l'équipe jusqu'en 2020, disputant plusieurs finales du championnat mais sans jamais remporter le titre.
En janvier 2021, il est nommé directeur du rugby par intérim des Cardiff Blues, dix ans après son premier passage à la tête de la franchise galloise.

## Carrière d'entraîneur
| Saison      | Club          | Division      | Poste              | Classement             | Coupe d'Europe             | Challenge européen              |
| ----------- | ------------- | ------------- | ------------------ | ---------------------- | -------------------------- | ------------------------------- |
| 2003 - 2004 | Cardiff Blues | Celtic League | Entraîneur en chef | 6e                     | Éliminé en poule           | -                               |
| 2004 - 2005 | Cardiff Blues | Celtic League | Entraîneur en chef | 9e                     | Éliminé en poule           | -                               |
| 2005 - 2006 | Cardiff Blues | Celtic League | Entraîneur en chef | 4e                     | Éliminé en poule           | -                               |
| 2006 - 2007 | Cardiff Blues | Celtic League | Entraîneur en chef | 2e                     | Éliminé en poule           | -                               |
| 2007 - 2008 | Cardiff Blues | Celtic League | Entraîneur en chef | 2e                     | Éliminé en quart-de-finale | -                               |
| 2008 - 2009 | Cardiff Blues | Celtic League | Entraîneur en chef | 6e                     | Éliminé en demi-finale     | -                               |
| 2009 - 2010 | Cardiff Blues | Celtic League | Entraîneur en chef | 5e                     | Éliminé en poule           | Vainqueur du Challenge européen |
| 2010 - 2011 | Cardiff Blues | Celtic League | Entraîneur en chef | 6e                     | Éliminé en poule           | -                               |
| 2011 - 2012 | London Wasps  | Premiership   | Directeur du rugby | 11e                    | -                          | Éliminé en quart-de-finale      |
| 2012 - 2013 | London Wasps  | Premiership   | Directeur du rugby | 8e                     | -                          | Éliminé en quart-de-finale      |
| 2013 - 2014 | London Wasps  | Premiership   | Directeur du rugby | 7e                     | -                          | Éliminé en demi-finale          |
| 2014 - 2015 | Wasps         | Premiership   | Directeur du rugby | 6e                     | Éliminé en quart-de-finale | -                               |
| 2015 - 2016 | Wasps         | Premiership   | Directeur du rugby | Éliminé en demi-finale | Éliminé en demi-finale     | -                               |
| 2016 - 2017 | Wasps         | Premiership   | Directeur du rugby | Défaite en finale      | Éliminé en quart-de-finale | -                               |
| 2017 - 2018 | Wasps         | Premiership   | Directeur du rugby | Éliminé en demi-finale | Éliminé en poule           | -                               |
| 2018 - 2019 | Wasps         | Premiership   | Directeur du rugby | 8e                     | Éliminé en poule           | -                               |
| 2019 - 2020 | Wasps         | Premiership   | Directeur du rugby | Défaite en finale      | -                          | Éliminé en poule                |
| 2020 - 2021 | Cardiff Blues | Pro14         | Directeur du rugby | 4e de la conférence B  | -                          | Éliminé en huitième de finale   |

## Palmarès

### Joueur
- Vainqueur du Tournoi des Cinq Nations en 1988 ex æquo avec la France

### Entraîneur
- Vainqueur du Challenge européen en 2010

## Statistiques en équipe nationale
- 51 sélections
- 4 points (1 essai)
- Sélections par année : 3 en 1987, 8 en 1988, 2 en 1989, 1 en 1990, 2 en 1996, 7 en 1997, 5 en 1998, 11 en 1999, 5 en 2000, 7 en 2001.
- Tournois des cinq/six nations disputés : 1988, 1989, 1990, 1997, 1998, 1999, 2000 et 2001
- Participation aux coupes du monde 1987 et 1999.